# Sideroxylon mascatense
Sideroxylon mascatense là một loài thực vật có hoa trong họ Hồng xiêm. Loài này được (A.DC.) T.D.Penn. miêu tả khoa học đầu tiên năm 1985.